# (73004) 2002 EC28
(73004) 2002 EC28 – planetoida z pasa głównego asteroid okrążająca Słońce w ciągu 4,2 lat w średniej odległości 2,6 j.a. Odkryta 9 marca 2002 roku.